# Joseph Rosenstock
Joseph Rosenstock, właśc. Józef Rosenstock (ur. 27 stycznia 1895 w Krakowie, zm. 17 października 1985 w Nowym Jorku) – amerykański dyrygent pochodzenia polskiego.

## Życiorys
Studiował pod kierunkiem Jerzego Lalewicza (fortepian) i Zdzisława Jachimeckiego (teoria) w Konserwatorium Krakowskim (1910–1912). Następnie podjął studia w Konserwatorium Wiedeńskim, gdzie uczęszczał do klasy Franza Schrekera. Z początku był pianistą i dyrygentem wiedeńskiego chóru filharmonicznego. Pod wpływem Fritza Buscha zdecydował się w pełni poświęcić karierze dyrygenckiej, od 1921 roku był asystentem dyrygenta w teatrze miejskim w Stuttgarcie. Od 1922 roku był dyrygentem opery w Darmstadcie, a od 1925 roku generalnym dyrektorem muzycznym miasta. W latach 1927–1929 pełnił funkcję dyrektora muzycznego Hessisches Staatstheater w Wiesbaden. W 1929 roku zadebiutował w nowojorskiej Metropolitan Opera, gdzie dyrygował przedstawieniami dzieł Richarda Wagnera. Po powrocie do Niemiec w 1930 roku objął stanowisko dyrektora muzycznego opery w Mannheimie. Zwolniony z tego stanowiska po dojściu do władzy nazistów ze względu na swoje żydowskie korzenie, pełnił w latach 1933–1936 funkcję dyrektora Jüdischer Kulturbund w Berlinie.
W 1936 roku emigrował z III Rzeszy i wyjechał do Japonii, gdzie objął stanowisko pierwszego dyrygenta Orkiestry Symfonicznej NHK w Tokio. Po japońskim ataku na Pearl Harbor w 1941 roku został internowany w Karuizawie. Wrócił do pracy po klęsce Japonii w 1945 roku. W 1946 roku osiadł w Stanach Zjednoczonych, w 1949 roku otrzymał obywatelstwo amerykańskie. Od 1948 roku współpracował z New York City Opera, której dyrektorem muzycznym był w latach 1952–1956. Od 1949 do 1953 roku pełnił funkcję kierownika festiwalu muzycznego w Aspen. W latach 1956–1957 ponownie prowadził Orkiestrę Symfoniczną NHK, następnie od 1958 do 1960 roku był dyrektorem muzycznym opery w Kolonii. W latach 60. XX wieku prowadził przedstawienia operowe w nowojorskiej Metropolitan Opera.
Jego żoną była śpiewaczka Herta Glaz.